# Székely Bulcsú
Székely Bulcsú (Budapest, 1976. június 2. –) magyar vízilabdázó, a 2000. évi nyári olimpiai játékok aranyérmes csapatának tagja.

## Sportpályafutása
Orvosi ajánlásra kezdett úszni, majd vízilabdázni. 1993-ban ifjúsági Európa-bajnok, 1994-ben junior Európa-bajnok, 1995-ben junior világbajnok volt. 1994-ig a KSI játékosa volt, majd a Tungsram SC és annak jogutódja, a Kordax vízilabdázója lett. 1996-ban a Ferencvároshoz igazolt. 1996 decemberében Magyar Kupa-győztes volt. 1997-ben a LEN-kupában a döntőig jutottak. Ugyanebben az évben a válogatottal Európa-bajnokságot nyert. 1998-ban KEK-győztes lett. A válogatott keretéből kikerült ebben az évben. 1999-ben bronzérmes volt az Universiade-n. Az Európa-bajnokságon győztes válogatottba Benedek Tibor eltiltása után került be. 2000-ben magyar bajnokságot nyert. Tagja volt az olimpián győztes magyar válogatottnak. Az év végén megnyert a magyar szuperkupát.
2001-ben az Európa-bajnokságon bronzérmet szerzett. A világbajnokságon ötödik volt. Az új szezonban a Vasasban szerepelt. 2001 decemberében ismét magyar szuperkupa-győztes volt. A következő évben megnyerte a magyar kupát és a KEK-et. A világligában harmadik helyen végzett. A holt szezonban visszaigazolt a Ferencvárosba. 2003-ban Universiade-t nyert. 2004-ben a görög Panioniosz játékosa lett. 2005-ben az Újpesthez igazolt. 2006 februárjában sérülésére hivatkozva felbontották a szerződését. A következő szezontól a Bp. Honvédben szerepelt. 2007-ben magyar szuperkupát nyert. 2011-ben ismét a Ferencváros játékosa lett. 2012-ben visszavonult.

## Sportvezetőként
2010 novemberében kinevezték a magyar junior válogatott szövetségi kapitányának. 2011-ben az Universiade-n részt vevő válogatottat is irányította. Vezetésével a junior válogatott a 2011-es vb-n nyolcadik, az Universide-n kilencedik volt. Ezt követően lemondott a posztjáról. Játékos-pályafutása után, 2012-től a Ferencváros vízilabda-szakosztályának elnöke lett.

## Családja
Nős, három fia van.

## Díjai, elismerései
- Kiváló Ifjúsági Sportoló (1995)
- A Magyar Köztársasági Érdemrend tisztikeresztje (2000)
- Az év magyar sportcsapatának tagja (2000)
- Csanádi-díj (2001)